# حاج أدم بازار
حاج أدم بازار (بالفارسية: حاج آدم بازار) هي قرية تقع في البلدة المركزية في إيران. يقدر عدد سكانها بـ 286 نسمة بحسب إحصاء 2016.